# Forbes Cowan
Forbes Cowan (ur. 16 października 1964 w Kilwinning, hrabstwo North Ayrshire) – szkocki strongman.
Mistrz Wielkiej Brytanii Strongman w latach 1993 i 1995. Mistrz Europy Strongman (ex aequo z Garym Taylorem) w 1991 r.

## Życiorys
Forbes Cowan zadebiutował jako siłacz w 1990 r.
Wymiary:
- wzrost 193 cm
- waga 130 – 136 kg
- biceps 51 cm
- klatka piersiowa 142 cm

## Osiągnięcia strongman
- 1991
  - 1. miejsce - Mistrzostwa Europy Strongman 1991
- 1993
  - 1. miejsce - Mistrzostwa Wielkiej Brytanii Strongman
  - 5. miejsce - Mistrzostwa Europy Strongman 1993
- 1994
  - 6. miejsce - Mistrzostwa Europy Strongman 1994
  - 5. miejsce - Mistrzostwa Świata Strongman 1994
- 1995
  - 1. miejsce - Mistrzostwa Wielkiej Brytanii Strongman
  - 11. miejsce - Mistrzostwa Europy Strongman 1995
  - 1. miejsce - European Muscle Power
  - 2. miejsce - Mistrzostwa World Muscle Power
- 1996
  - 1. miejsce - Mistrzostwa World Muscle Power
  - 12. miejsce - Mistrzostwa Europy Strongman 1996 (kontuzjowany)
  - 5. miejsce - Mistrzostwa Świata Strongman 1996